# Pareuptychia binalinea
Pareuptychia binalinea är en fjärilsart som beskrevs av Butler 1866. Pareuptychia binalinea ingår i släktet Pareuptychia och familjen praktfjärilar. Inga underarter finns listade i Catalogue of Life.